# Gliese 9
Gliese 9 is een type G-reus in het sterrenbeeld Phoenix op 414 lichtjaar van de Zon.